# Кузнецова, Алина Вацлавовна
Алина Вацлавовна Кузнецова (24 июля 1938, Киев — 10 августа 2024, Краснодар) — советская и российская театральная актриса, народная артистка России (1995), актриса Краснодарского академического театра драмы им. Горького с 1966 по 2013 годы.

## Биография
Родилась 24 июля 1938 года в городе Киеве Украинской ССР. Во время Великой Отечественной войны семья была эвакуирована в Воронежскую область.
Работала в архитектурно-реставрационной мастерской копировальщицей, в любительском театре играла свои первые роли. В 1957 году, именно в этом небольшом театре, ей довелось сыграть Машеньку, ту самую — культовую, Афиногенова[стиль]. Она была замечена и без экзаменов принята в театральную студию при Киевском академическом театре им. И. Франко.
В 1960 году завершила курс обучения в театральной студии при Киевском академическом театре им. И. Франко. Начала свою профессиональную театральную работу в Ужгородском театре драмы, играла, сначала небольшие роли, потом — позаметнее, в украинской классике, и наконец — арбузовская Таня.
Работала в Армавирском театре драмы. Всего год прослужила она здесь, но именно в этот сезон её увидел Михаил Алексеевич Куликовский главный режиссер Краснодарского краевого театра драмы имени М. Горького.
В 1966 году приехала в Краснодар и стала на долгие годы актрисой Краснодарского театра драмы имени Горького. Сыграла множество ролей. Именно здесь была признана и оценена её работа актрисы. В 2013 году покинула театр, вышла на заслуженный отдых.
Умерла 10 августа 2024 года в Краснодаре в возрасте 86 лет.

## Награды
- Народная артистка России (19.10.1995).
- Заслуженный артист РСФСР (31.01.1975).

## Работы в театре
Краснодарский академический театр драмы
- Нина - «Маскарад» М. Лермонтова
- Инга - «Вызов богам» А. Делендика
- Инна - «Традиционный сбор» В. Розова
- Лика - «Мой бедный Марат» А. Арбузова
- Ефросинья Дерюгина - «Судьба» П. Проскурина
- Марина, старая няня - «Дядя Ваня» А. Чехова
- Бабушка - «Восемь любящих женщин» Р. Тома
- Понсия - «Дом Бернарды Альбы» Федерико Гарсиа Лорки
- Фелицата Герасимовна Кукушкина - «Доходное место» А. Островского
- Глафира — «Волки и овцы» А. Островского
- Белотелова — «Женитьба Бальзаминова» А. Островского
- Рита Осянина — «Зори здесь тихие» по Б. Васильеву
- Кабанова — «Гроза» А.Н. Островского
- Миссис Квикли — «Виндзорские насмешницы»
- Екатерина II — «Хорош дом, да морока в нем»
- Екатерина II — «Капитанская дочка» по А. Пушкину
- Мод - «Гарольд и Мод» (Жан-Клод Каррьер, Колин Хиггинс).

## Фильмография
Алина Кузнецова сыграла две роли в кино:
- 1970 — День чудесных обманов (фильм-спектакль), Луиса.
- 1969 — Спасибо за ключ![6] (короткометражный фильм)